# The Harder They Come (singolo)
The Harder They Come è una canzone reggae, composta ed eseguita dal cantante giamaicano Jimmy Cliff. Fu il primo singolo estratto dall' omonimo album del 1972, colonna sonora del film Più duro è, più forte cade (The Harder They Come). Fu il primo brano ad essere stato registrato della ost ed è il tema musicale del film.
Il pezzo nel corso degli anni fu ripreso da moltissimi artisti ed è stato inserito, alla posizione numero 341, nella lista delle 500 migliori canzoni della storia, stilata dalla rivista britannica Rolling Stone.

## Versione di Joe Jackson
Joe Jackson incise e pubblicò nel 1980 una propria versione di The Harder They Come con la sua band. Questa cover non riuscì ad entrare nella classifica britannica.

### Tracce
1. The Harder They Come – 3:50 (Jimmy Cliff)

1. Out of Style – 2:55 (Jackson)
2. Tilt – 2:41 (Jackson)

### Classifiche
| Classifica (1980)     | Posizione |
| --------------------- | --------- |
| Dutch GfK chart       | 34        |
| Dutch Top 40          | 35        |
| Swedish Singles Chart | 18        |

## Versione dei Rockers Revenge
La versione dei Rockers Revenge è molto diversa da quella originale e si avvicina molto più al genere rap che al reggae. Lo strumento in primo piano è la drum machine, a cui fa seguito solo la voce di Donnie Calvin, senza nessun altro strumento musicale.

### Classifiche
| Classifica (1983)              | Posizione |
| ------------------------------ | --------- |
| US Billboard Club Play Singles | 13        |
| Irish Singles Chart            | 30        |
| Official Singles Chart         | 30        |

## Versione dei Madness
La ska band Madness pubblicò una cover di The Harder The Come nel 1992 registrata in un concerto dal vivo al Finsbury Park di Londra. In seguito al singolo (che fallì alla Top 40 della Official Singles Chart, arrivando infatti al numero 44), che ha sancito l'inizio della reunion del gruppo, quest'ultimo pubblicò nuovamente i pezzi It Must Be Love e My Girl.

### Tracce
1. The Harder They Come – 3:27 (Jimmy Cliff)
2. Land of Hope and Glory (Live) – 3:33 (Chris Foreman, Lee Thompson)
3. Tomorrow's (Just Another Day) (Live) – 3:23 (Mike Barson, Carl Smyth)
4. Take It or Leave It (Live) – 3:51 (Barson, Thompson)

1. The Harder They Come – 3:27 (Cliff)
2. Embarrassment (Live) – 3:12 (Barson, Thompson)
3. Grey Day (Live) – 4:53 (Barson)
4. Baggy Trousers (Live) – 2:42 (Suggs, Foreman)

### Classifiche
| Classifica (1992) | Posizione | Settimane |
| ----------------- | --------- | --------- |
| UK Singles Chart  | 44        | 3         |

## Altre cover
The Harder They Come fu oggetto di cover anche dai seguenti artisti:
- Merl Saunders / Jerry Garcia / John Kahn / Bill Vitt, su Live at Keystone (1973)
- Cher, intitolato The Bigger They Come, The Harder They Fall su Stars (1975)
- Keith Richards, come B-side del suo singolo Run Rudolph Run (1978)
- Titãs, su Titãs (1984)
- Poison Idea, su Pajama Party (1992)
- Rancid, su Tibetan Freedom Concert (1997)
- Kahimi Karie, su K.K.K.K.K. (1998)
- Me First and the Gimme Gimmes, su Warped Tour 2003 Tour Compilation (2003)
- Jerry Garcia Band, su After Midnight: Kean College, 2/28/80 (2004)
- Wayne Kramer pubblicò due diverse versioni del brano: una apparsa sull'antologia Cocaine Blues del 2000 e l'altra sull'album con Deniz Tek e Scott Morgan Dodge Main
- moe., su Warts and All: Volume 4 (2005)
- Willie Nelson, su Countryman (2005)
- Pat MacDonald, su Bridging the Distance: a Portland, OR covers compilation (2007)
- Desmond Dekker
- Jaya the Cat
- Social Distortion (solo live)
- Joe Strummer e i Long Beach Dub Allstars
- Joe Strummer and the Mescaleros (solo live)
- Johnny Thunders e la piccola band di Wayne Kramer Gong War
- The Waco Brothers
- Widespread Panic (solo live)
- Güster, nella colonna sonora di "Everwood"

## Curiosità
- Nel film, The Harder They Come è accreditata a Ivanhoe Martin, il protagonista (interpretato tra l'altro dallo stesso Cliff);
- Il pezzo è usato dal pugile Samuel Peter come brano d'entrata sul ring;
- Jimmy Cliff esegue la canzone dal vivo in un episodio di The Colbert Report.